# Kilencszögszámok
A kilencszögszámok a figurális számokon belül a sokszögszámok közé tartoznak. Az n-edik kilencszögszám, Kn a közös csúcsból rajzolt, legfeljebb n pont oldalhosszúságú szabályos kilencszögek körvonalai egymástól különböző pontjainak száma. 
Az n-edik kilencszögszám általánosan a következő képlettel adható meg:
{\displaystyle K_{n}={\frac {n(7n-5)}{2}}\quad (n>0)}.
Az első néhány kilencszögszám:
1, 9, 24, 46, 75, 111, 154, 204, 261, 325, 396, 474, 559, 651, 750, 856, 969, 1089, 1216, 1350, 1491, 1639, 1794, 1956, 2125, 2301, 2484, 2674, 2871, 3075, 3286, 3504, 3729, 3961, 4200, 4446, 4699, 4959, 5226, 5500, 5781, 6069, 6364, 6666, 6975, 7291, 7614, 7944, 8281, 8625, 8976, 9334, 9699 … (A001106 sorozat az OEIS-ben)
Ha K(n) az n-edik kilencszögszám és T(n) az n-edik háromszögszám, akkor:
{\displaystyle {7K(n)+3=T(7n-3)}.}

## Párosság
A kilencszögszámok párossága a páratlan-páratlan-páros-páros mintát követi.

## Általánosított kilencszögszámok
Az általánosított kilencszögszámok is a fenti képlettel állíthatók elő, de a nullát és a negatív egész számokat is megengedve. A következő sorrendben szokás az általánosított kilencszögszámokat előállítani: 0, 1, −1, 2, −2, 3, −3, 4..., ami a következő sorozatot adja:
0, 1, 6, 9, 19, 24, 39, 46, 66, 75, 100, 111, 141, 154, 189, 204, 244, 261, 306, 325, 375, 396, 451, 474, 534, 559, 624, 651, 721, 750, 825, 856, 936, 969, 1054, 1089, 1179, 1216, 1311, 1350, 1450, 1491, 1596, 1639, 1749, 1794, 1909, 1956, 2076, 2125, 2250 … (A118277 sorozat az OEIS-ben)
Minden második általánosított kilencszögszám „normál” kilencszögszám is egyben. 

## Tesztelés kilencszögszámokra
Az n-edik kilencszögszám, {\displaystyle x_{n}} képletét n-re megoldva a következő képletet kapjuk:
{\displaystyle n={\frac {{\sqrt {56x+25}}+5}{14}}.}
Tetszőleges x szám kilencszögszám mivolta tesztelhető a fenti képletbe való behelyettesítéssel. Ha n egész számra jön ki, akkor x az n-edik kilencszögszám. Ha n nem egész szám, akkor x nem kilencszögszám.
Ez egyben tekinthető x kilencszöggyöke kiszámításának is. 